# Alexandre Karaman
Pour les articles homonymes, voir Karaman (homonymie).
Alexandre Akimovitch Karaman (en russe : Александр Акимович Караман, en moldave: Alexandru Caraman), né le 26 juillet 1956 à Cioburciu (République socialiste soviétique moldave), est un homme politique de Transnistrie et de Donetsk. Il est le ministre des Affaires étrangères de la république populaire de Donetsk depuis le 15 août 2014.

## Transnistrie
De 1991 à 2001 Karaman est le vice-président de Transnistrie, dans le gouvernement d’Igor Smirnov. En 2002, il est nommé représentant de Transnistrie auprès de la fédération de Russie et de la Biélorussie, au rang de ministre.

## Russie
Alexandre Karaman suit une formation à l’académie de la fonction publique auprès du président de la Fédération de Russie et présente une thèse sur « la création et le développement d’entités étatiques dans le territoire de l’ancienne URSS selon l’exemple d'États non reconnus : Transnistrie, Abkhazie, Ossétie du Sud et Haut-Karabakh ».

## République populaire de Donetsk
Karaman fait partie de l’équipe de Vladimir Antioufeïev qui apparaît en RPD en juillet 2014 et est initialement chargé des affaires sociales de la république autoproclamée.
Le 15 août 2014, Alexandre Karaman est nommé ministre des affaires étrangères de la république populaire de Donetsk à la place d'Ekaterina Goubareva.